# Si te vas (canción de Paulina Rubio)
«Si te vas» es una canción interpretada por la cantante mexicana Paulina Rubio, siendo este el segundo sencillo de su undécimo álbum de estudio Deseo, del cual ya había publicado anteriormente el tema «Mi nuevo vicio». El tema fue compuesto por los «Julca Brothers», el colombiano «Fonseca» y la misma Paulina.
El tema fue publicado en versión Pop y Versión Reguetón simultáneamente, la segunda versión en colaboración con el dúo de Puerto Rico «Alexis & Fido».<ref> 
El tema musical fue publicado el 22 de enero de 2016 en las plataformas digitales y a su vez se publicaron los videos oficiales correspondientes a ambas versiones el mismo día en la página oficial de youtube de la artista, el videoclip comercial para ambas versiones fue rodado en la ciudad de Miami y dirigido por el cubano Alejandro Pérez, quien anteriormente había realizado videoclips para Enrique Iglesias, Marc Anthony, Gente de Zona, Yandel, Luis Enrique y Pitbull.<ref><ref><ref>
"Si Te Vas" debutó en el puesto nº33 de la lista Latin Pop Digital Song nº14 en Latín Digital Songs y nº22 en el México Español Airplay.